# Солнце (карта Таро)

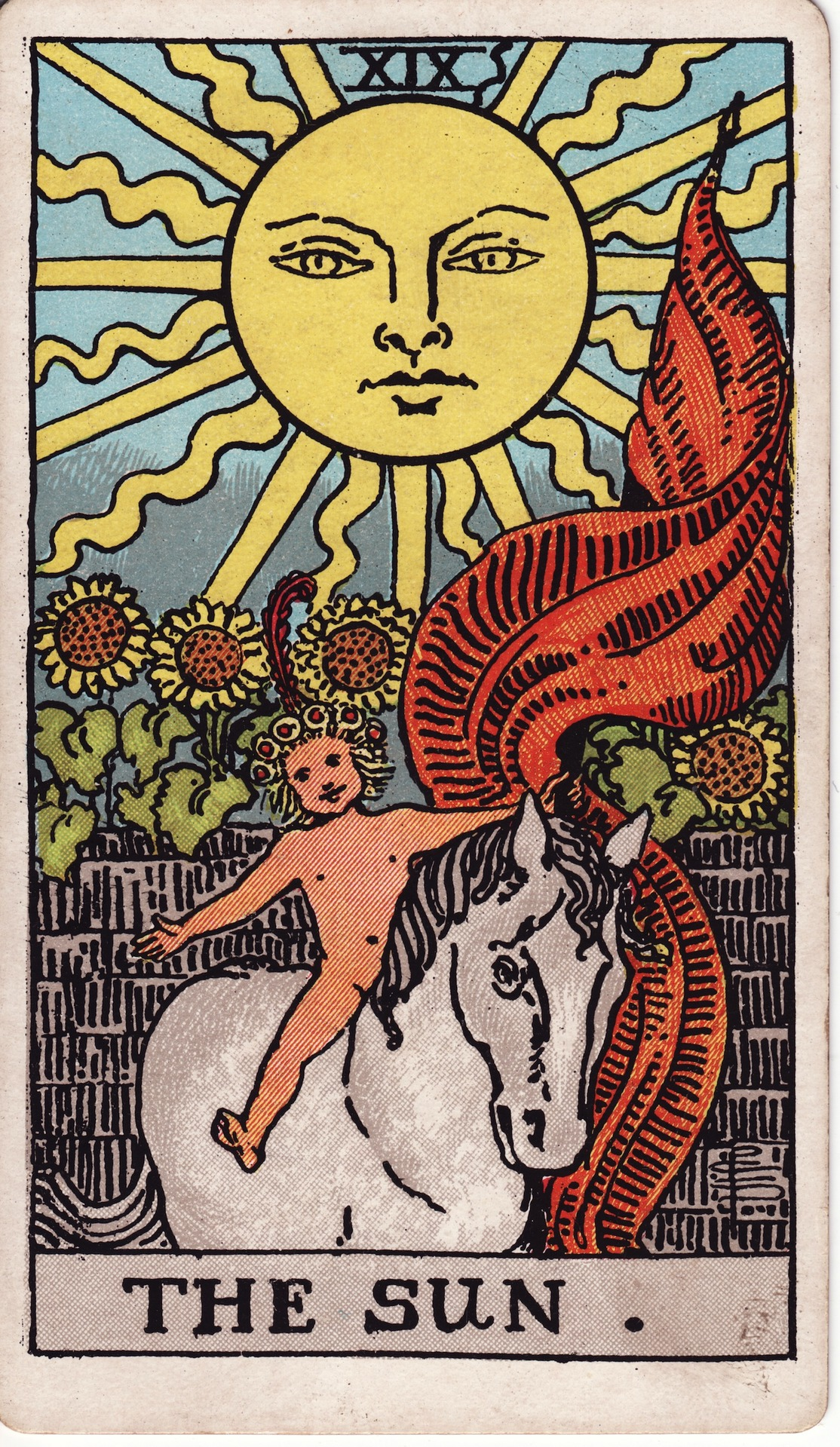
Таро Райдера — Уэйта

Солнце — карта № 19 старших арканов колоды Таро.

## Сюжет карты
Изображено Солнце над мирным пейзажем, внизу может быть изображен играющий ребёнок или несколько детей на фоне каменной стены.

## Соответствия в классических колодах
| Колода             | Номер | Буква иврита | Символ (астрология, стихия) | Оригинальное название |
| ------------------ | ----- | ------------ | --------------------------- | --------------------- |
| Таро Папюса        |       |              |                             |                       |
| Таро Райдера-Уэйта |       |              |                             | The Sun               |
| Таро Тота          |       |              |                             |                       |
| Египетское Таро    |       |              |                             |                       |

## Трактовка
Радость , успех, ясность. 